# Confesiones de adolescentes

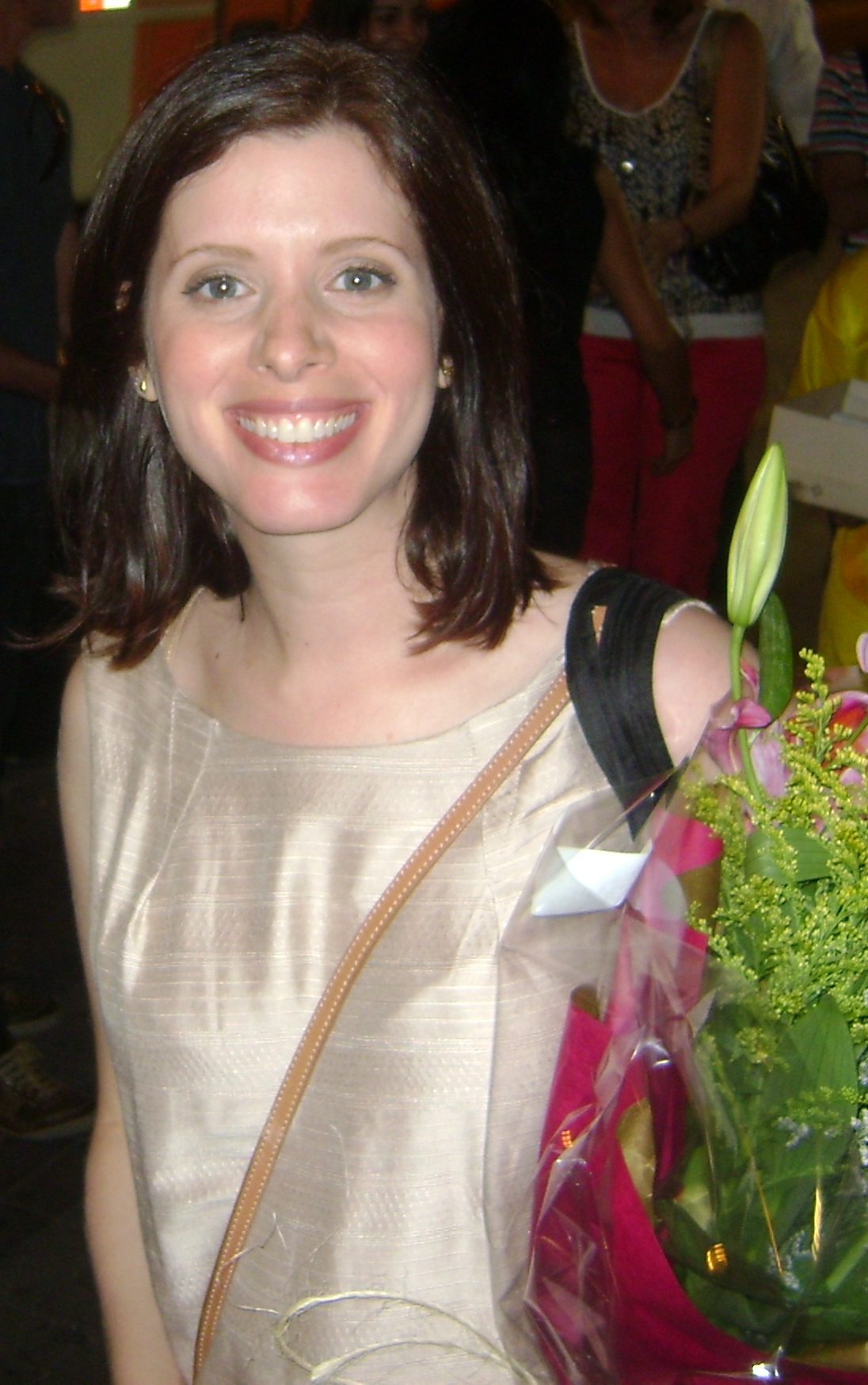
Daniele Valente interpretó el papel de Natalia.

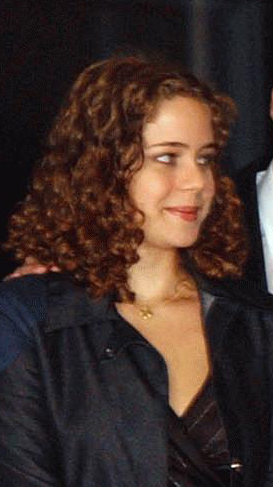
Leandra Leal interpretó el papel de Mariana.

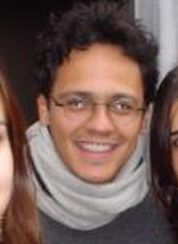
Danton Mello interpretó el papel de George.

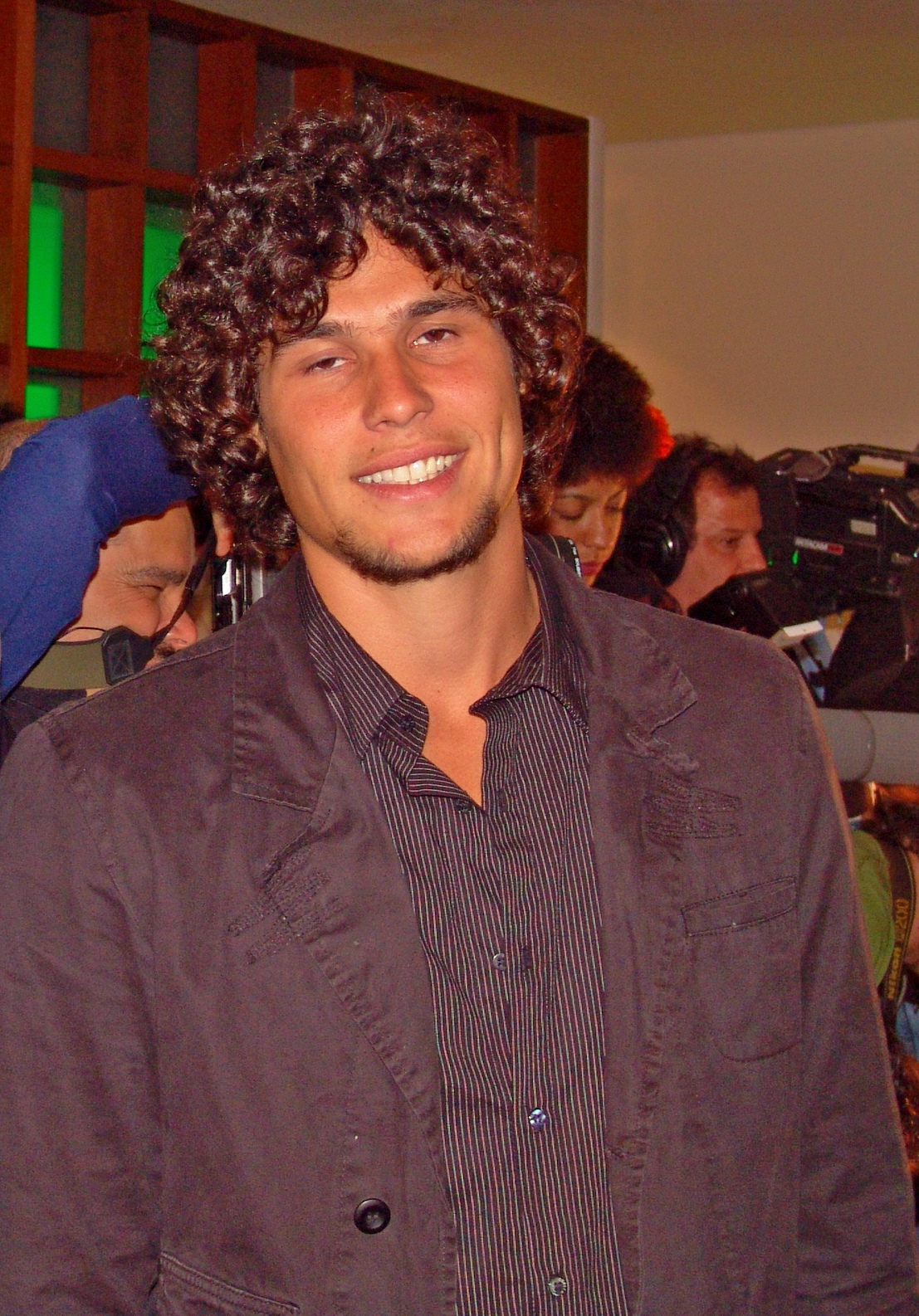
Dudu Azevedo interpretó el papel de Danton.

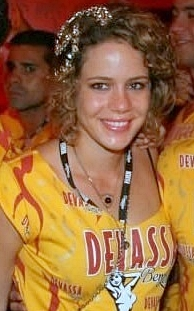
Leandra Leal interpretó el papel de Mariana.

Confesiones de adolescentes (Confissões de Adolescente en su idioma original) es una serie de TV originaria de Brasil estrenada el 22 de agosto de 1994 en por TV Cultura, Rede Bandeirantes y Multishow. También fue emitido en su versión doblada al español en varios países de Hispanoamérica.

## Trama
Cuatro hermanas adolescentes exploran el mundo que los rodea: Diana, Bárbara, Natália y Carol. Ellas vivien en Ipanema y todo lo típico de las chicas de su edad: ir en bicicleta, ir de compras, treparse a un árbol y, claro, la vida y sus interrogantes. Para aconsejarlas y lidiar con ellas y sus andares está Paulo, padre soltero. Diana y Bárbara son hijas del primer matrimonio de Paulo, Carol del segundo. Natália es su entenada, hija de su segunda esposa, también madre de Carol, que falleció.
Las chicas tienen diversas personalidades: Carol (13 años), la menor, anda por las nubes, vive alegremente la vida, es irónica y le desagradan las demás chicas, a quienes considera pedantes, prefiriendo andar con chicos. Natália (16 años), es romántica, frágil, soñadora. tímida, extraña a su desaparecida madre y lamenta no ver a su verdadero padre. Bárbara (17 años), experta, práctica, no sabe lo que quiere de la vida, incluso busca perder su virginidad. Diana (19 años), leonina, vive un otoño en su alma, estudiante de comunicación, escribe para la gacera de su escuela y por ser la mayor asume el rol maternal ante sus hermanas. Diana es la narradora de las historias.
En el devenir diario surgen diversas cuestiones de la vida de ellas: crisis de identidad, amor, sexo, embarazo, aborto y demás temas típicos de su edad que irán descubriendo como superar y aprender la lección de la vida.

## Reparto
- Maria Mariana - Diana
- Danielle Valente - Natália
- Georgiana Góes - Bárbara
- Pilar Cox - Carol (1994)
- Camila Capucci - Carol (1996)
- Luiz Gustavo - Paulo
- Vitor Hugo - André
- Leandra Leal - Mariana
- Mariana Oliveira - Juju
- Jonas Torres - Matheus (apasionado por Natália)
- Jiddu Pinheiro - Maurícinho de Barros (en el episodio "A Eleição")
- Matheus Carrieri - Ernando (en el episodio "A Eleição")
- Silvia Pfeifer - Tatiana (mujer embarazada)
- Analu Prestes - Dona Terezinha (profesora de Natália y Carol)
- Gabriela Costa - Lia
- Dudu Azevedo - Danton
- Danton Mello - George (primo de Diana, Barbára, Natália y Carol)
- Drica Moraes - Vendedora
- Maitê Proença
- Maria Padilha - pediatra
- Luiz Fernando Petzhold - Marcelinho
- Fábio Villa Verde - João
- Débora Bloch - psiquiatra
- Cláudia Jiménez - empleada doméstica
- Marieta Severo - Madre de Diana y Bárbara
- Lília Cabral
- Pedro Cardoso
- Sonia Braga
- Bianca Byington
- Murilo Rosa - Marcelo Kinderé

## Episodios
1ª temporada
1. Él es el mayor (É o Maior)
2. Primer beso (Primeiro Beijo)
3. Bárbara va a luchar (Bárbara Vai a Luta)
4. La libertad tiene un Llmite (Liberdade Tem Límite)
5. La bella y la fiera (A Bela e a Fera)
6. El Gurú (O Gurú)
7. Catafalco tal de virginidad (Essa tal de Virgindade)
8. La tragedia (A Tragédia)
9. La mejor amiga (A Melhor Amiga)
10. La ley de Paulo (A Lei de Paulo)
11. Él qué va a ser cuando crezca (O Que Vou Ser Quando Crescer)
12. Todavía no (Ainda Não)
13. Mujer moderna (Mulher Moderna)
14. La elección (A Eleição)
15. Historias de amor (Histórias de Amor)
16. Llegó el verano (Chegou o Verão)
17. Qué droga (Que Droga)
18. Despertar de la primavera (Despertar da primavera)
19. Mamá Noel (Mamãe Noel)
20. Un realce para el papá (Um Realce pro Papai)
21. María va con las otras (Maria vai com as outras)
22. Por un pelo (Por um triz)

2ª temporada
1. El príncipe encantado (O Príncipe Encantado)
2. Ética cibernética (Ética Cibernética)
3. País de Más (País Demais)
4. Independencia o Muerte (Independência ou Morte)
5. Vida salvaje (Vida Selvagem)
6. ¿En el mío o en el suyo? (No Meu ou no Seu?)
7. El atentado (O Atentado)
8. Romance FM (Romance FM)
9. Fiebre de amor (Febre de Amor)
10. Padre del siglo XX (Pai do século XX)
11. Socorro (Socorro)
12. El asedio (O Assédio)
13. Afición organizada (Torcida Organizada)
14. París, Ahí Vamos (Paris Lá Vou Eu!)
15. El duelo (O Duelo)
16. Vida sexual (Vida Sexual)
17. Amores descontrolados (Amores Descontrolados)
18. ¿Somos todos iguales? (Somos Todos Iguais?)

## Banda sonora

### Volumen 1
1. O Beijo - Kid Abelha
2. Fúria e Folia - Barão Vermelho
3. Nos Lençóis desse Reggae - Zélia Duncan
4. Sina - Gilberto Gil (tema de abertura)
5. Balada Triste - Ira!
6. Um Contrato com Deus - Ed Motta
7. Engenho de Dentro - Jorge Ben Jor
8. Só de Sacangem - Renato Arruda
9. Salsa Punk - Mulheres que Dizem sim
10. Nem sempre se pode ser Deus - Titãs
11. Maluco Beleza - Banda Mel

### Volumen 2
1. Garota de Ipanema - Maria Mariana
2. Montuno Sampling - Vocal Sampling
3. Como eu Quero - Kid Abelha
4. Girl in my Life - Giovanni
5. Catedral - Zélia Duncan
6. Stand by me - Ben E. King
7. Que Maravilha - Maria Mariana
8. Sexy Girl - Snow
9. Eu Amo Você - Léo Jaime
10. Keep Faith - Mount Moriah Baptist Church Choir
11. She's Mine - Fito Páez & Djavan
12. Medo - Tabú
13. Groovin - The Young Rascals
14. The Girl from Ipanema - Maria Mariana

### Volumen 3
1. Wild World - Mr. Big
2. Lovesick - Undercover
3. Can We Talk - Tevin Campbell
4. El Amor Después Amor - Fito Páez
5. There she goes - Chris Rea
6. Emotional Catastrophe - Dr. Sin
7. Love for Love - Robin
8. Who's fooling who - Double You
9. Sweat a la la la long - Inner Circle
10. De Piez a Cabeza - Maná
11. Good 4 We - D-Influence
12. Tongue - Johnny Heartsman

## Producción

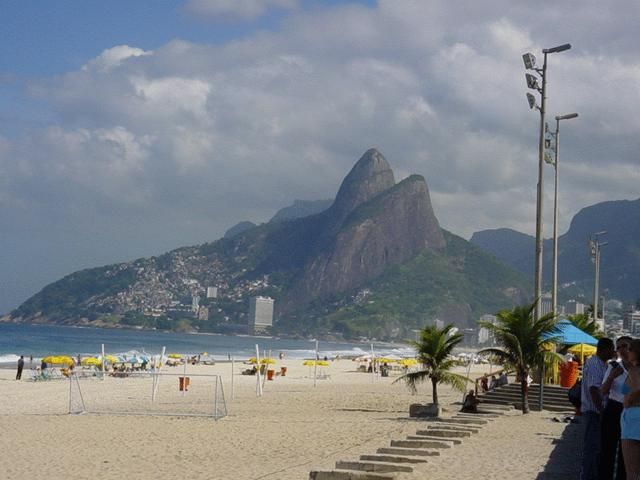
Ipanema fue el escenario donde se desarrolló la historia de esta serie

Fue creada por la actriz en la su época adolescente, Maria Mariana, basada en sus diarios, los cuales fueron publicados en un libro. Y posteriormente fueron adaptados al teatro y luego a la serie de televisión.Sobre la dirección de Daniel Filho, el elenco inicial era formado por Débora Secco (estrella en la TV), Georgiana Góes, Daniele Valente y Maria Mariana. 
En la época, los episodios causaron impacto positivo en el público y en la media pro hablaba de manera abierta aborto, enfermedades de trasmisión sexual, drogas, relativo al paíss, menstruación, galanteo, problemas de salud, conflictos profesionales y otros asuntos del universo adolescente.
Daniel Filho tuvo la idea de producir la serie al asistir a la obra de teatro basada en el libro Confissões de Adolescente (Confesiones de Adolescente) de Maria Mariana. La primera temporada consta de 21 episodios, la segunda (grabada en parte en Francia) de 18 episodios. Los DVD cumplen una serie que completa 11 años desde su primera exhibición.